# Rue Sainte-Aldegonde
La rue Sainte-Aldegonde  est une rue ancienne du centre de Liège (Belgique) reliant la place Saint-Denis à la rue de la Cathédrale. 

## Odonymie
La rue s'appelait rue Derrière-Saint-Denis. En 1863, elle prend le nom de rue Sainte-Aldegonde en souvenir de l'ancienne église Sainte-Aldegonde qui se trouvait à l'angle de la rue Dragon d'Or devenue la rue de la Cathédrale (côté gauche en entrant dans la rue Sainte-Aldegonde). Cette église fut fondée en 1125 par l'évêque Albéron à côté de l'église Saint-Denis. Elle apparaît dans les textes dès 1329. Elle est démolie en 1809. Cet édifice religieux était dédié à Aldegonde de Maubeuge qui vécut au cours du VIIe siècle.

## Historique
Cette très ancienne voie a vraisemblablement été créée à la même époque que la collégiale Saint-Denis dont l'origine remonte à l'an 987, sous le règne de Notger, le premier prince-évêque de Liège.

## Description
Cette courte rue étroite et pavée contourne le chevet de la collégiale Saint-Denis. Elle applique un sens unique de circulation automobile de la place Saint-Denis vers la rue de la Cathédrale.

## Architecture
Deux immeubles de la rue sont repris à l'inventaire du patrimoine culturel immobilier de la Wallonie : la maison vicariale située contre la collégiale Saint-Denis et l'immeuble sis au no 5 possédant une porte cochère cintrée.

## Voies adjacentes
- Place Saint-Denis
- Rue de la Cathédrale

### Source et bibliographie
- Yannik Delairesse et Michel Elsdorf, Le nouveau livre des rues de Liège, Liège, Noir Dessin Production, 2008, 512 p. (ISBN 978-2-87351-143-2 et 2-87351-143-5, présentation en ligne), page 380